# Windows Mobility Center
Windows Mobility Center là một thành phần của Microsoft Windows, xuất hiện lần đầu trong Windows Vista, là trung tâm điều khiển mọi hoạt động của máy tính di động.

## Tổng thể
Giao diện người dùng của Windows Mobility Center gồm một dãy các ô chữ nhật, mỗi ô thể hiện thông tin của một thành phần hệ thống, cũng như các hành động có thể thực thi đối với chúng, tùy thuộc vào từng hệ thống.  Windows Vista bao gồm các mục sau đây:
- Chỉnh độ tương phản
- Chỉnh âm lượng
- Thời lượng pin
- Trạng thái mạng không dây
- Kiểu màn hình (ngang hoặc dọc)
- Các thiết bị hiển thị ngoài
- Đồng bộ hóa với các máy khác
- Thiết đặt trình chiếu

Các mục khác có thể được thêm vào bởi nhà sản xuất tùy thuộc vào những tính năng độc quyền của họ.
Windows Mobility Center được đặt trong Control Panel, hoặc có thể chạy bằng phím tắt Windows+X.  Nó không thể truy cập được nếu không là máy tính di động.
Windows Mobility Center có trong các phiên bản Home Basic, Home Premium, Business, Enterprise, và Ultimate của Windows Vista.

## Tùy biến
Windows Mobility Center có thể được tùy biến bằng cách thêm, được gọi là "tile". Việc tùy biến này là phụ thuộc vào các OEM, theo các tài liệu Microsoft; nhưng cũng có một vài phần mở rộng có trên mạng không phải của OEM.